# ایفرس
ایفرس (به فرانسوی: Aiffres) یک کمون در فرانسه است که در Canton of Prahecq واقع شده‌است.

## خصوصیات
ایفرس ۲۵٫۷۲ کیلومترمربع مساحت و ۵٬۱۵۰ نفر جمعیت دارد و ۲۶ متر بالاتر از سطح دریا واقع شده‌است.